# Sigfrid (missionär)

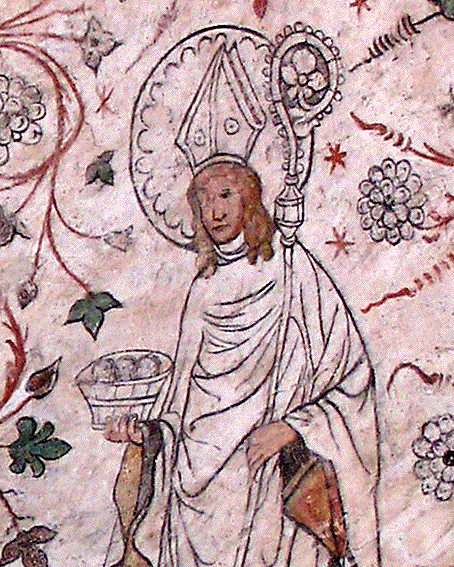
Sigfrid i Överselö kyrka, Södermanland.

Sigfrid (Sigfridus) var en engelsk missionsbiskop som under 1000-talets första hälft var verksam i Norge och i Sverige. Sigfrids helgondag är 15 februari (Siffermässa, Seffremäss). Han räknas som Smålands och Västergötlands apostel. Sankt Sigfrids helgonattribut är biskopsdräkt och ett kar med tre huvuden. Traditionen ser honom som den förste biskopen av Växjö stift. Innan dess var han enligt biskopslängden verksam i Skara. Sin stav lär han på vandringen till Småland ha lämnat kvar i Utvängstorp, där en liten trärest än idag kan visas upp som pilgrimens relik.

## Adam av Bremen
De enda någorlunda samtida upplysningarna om Sigfrid kommer från den tyske prästen och historikern Adam av Bremen, som på 1070-talet skrev Gesta Hammaburgensis ecclesiae pontificum. Fyra gånger nämner han i detta verk en biskop Sigfrid med anknytning till Sverige, och sannolikt handlar det om samma person. Enligt Adam hade Olav den helige tagit Sigfrid med sig från England för att missionera, först i Norge, sedan i flera svenska landskap (bok II:57). Årtalet för Sigfrids första verksamhet till 1015. Enligt bok II:64 var Sigfrid i Bremen vid tiden för biskop Thurgots död kring 1030. Enligt III:15 hade en Sigfrid skickat Osmund för utbildning till Bremen. Slutet av Sigfrids verksamhet ligger enligt bok IV:34 i Adams egen tid.

## Sigfridslegenden

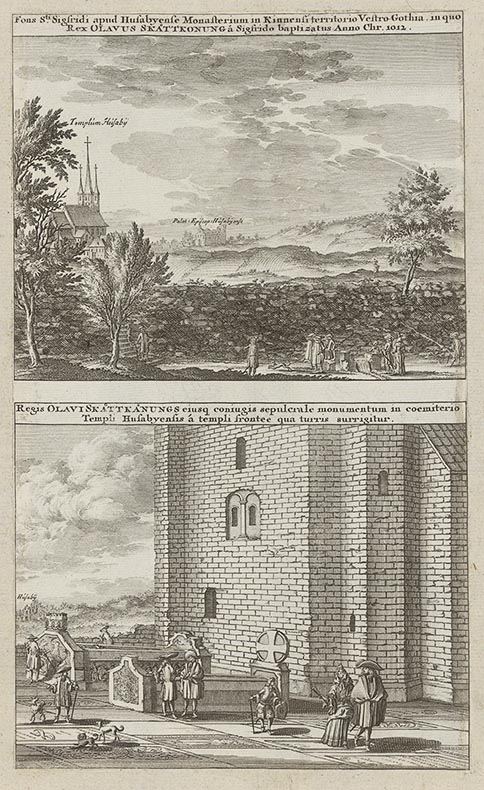
Sankt Sigfrids källa och Olof Skötkonungs grav vid Husaby kyrka, enligt Sueciaverket 1694.

Traditionen om Sigfrid är osäker och kommer från Sigfridslegenden, som skrevs ned först på 1200-talet. Enligt denna skulle han ha varit engelsk biskop, ärkebiskop av York, och skickats till Sverige av den engelske kungen Mildred (som inte verkar ha existerat enligt andra källor).
Enligt legenden kom Sigfrid med sina systersöner Unaman (präst), Sunaman (diakon) och Vinaman (subdiakon) via Danmark till Värend för att missionera. De uppförde efter gudomliga anvisningar en kyrkobyggnad vid stranden av Växjösjön. Under tiden då Sigfrid var i Västergötland för att döpa Olof Skötkonung i Husaby källa, överfölls och mördades Sigfrids systersöner av en skara värendsbor under ledning av Gunnar Gröpe. När Sigfrid återvände till Värend fann han ett träkar med sina fränders avhuggna huvuden flytande på Växjösjön. Den nyss döpte kungen tågade in i Värend och tvingade förövarna av morden att betala ett stort skadestånd i guld och silver. Sigfrids ville inte ta emot skatterna, utan såg till att kyrkan i stället fick markegendomarna Hov och Tiutursby. Denna fruktbara markareal mitt i Värend motsvarar området mellan Växjösjön och Kronoberg vid Helgasjön och blev början på kyrkans markinnehav inom bygden.
Sigfrid som predikade och byggde kyrkor i södra Sverige dog i Växjö där han ligger begravd. Hans relikskrin förstördes under 1600-talet (se: Växjö domkyrka).
Sigfridslegenden är en opålitlig källa eftersom den med hjälp av myten om Sigfrid försöker framställa Sveriges då yngsta stift (se vidare: Sveriges stiftshistoria), grundat i slutet av 1100-talet, Växjö stift, som Sveriges äldsta. Mot detta kan invändas att det handlar om kristnandet och inte om stiftets grundande. Stiftet och domkyrkan kan snarare ha grundats kring helgonlegenden senare och båda hade Sigfrid som skyddspatron. Uppgiften i Sigfridslegenden om att Olof Skötkonung döptes av Sigfrid vid Kinnekulle är också tveksam eftersom en annan källa, Saxo Grammaticus, hävdar att det var en annan engelsk missionär, vid namn Bernhard, som döpt kungen.

## Helgon
Sankt Sigfrid var ett av de mest kända och vördade helgonen i det medeltida Sverige. Trots det folkliga namnet har Sigfrid troligen aldrig kanoniserats direkt av påven utan av biskopen (under tidig medeltid var det den lokale biskopens uppgift att helgonförklara och inte påvens, liksom för övrigt i ortodoxa kyrkan idag). I och med detta är han ett giltigt helgon i den katolska kyrkan precis som Erik den helige. Enligt en källa ska han med stor sannolikhet dock ha blivit kanoniserad av påven Hadrianus IV. Det skulle innebära att man har rätt att fira honom med mässa och tidegärd i hela den katolska kyrkan. Men det påvliga dokumentet har försvunnit.

## Andra källor
Under Sigfrid lydde enligt senare legender även missionärerna Sankt Eskil, Sankt Botvid samt David av Munktorp, vilka hade i uppgift att kristna Mälarlandskapen.[källa behövs]
Enligt Västgötalagens kunga- och biskopslängd, som sannolikt har påverkats av Sigfridslegenden, skulle Sigfrid ha döpt Olof Skötkonung vid Husaby källa i Västergötland och också blivit Skara stifts förste biskop. Västgötalagen är i detta fall dock minst lika opålitlig som Sigfridslegenden, eftersom den inte överensstämmer med kyrkohistorikern Adams av Bremen uppgifter; enligt honom hette Skaras förste biskop Thurgot. Biskoparna i Skara stift före Thurgot och inklusive honom, som alla nämns i Västgötalagen, kan ha varit biskopar, men deras gärning var mest att vara missionärer (missionsbiskopar) över hela Götaland i ett oroligt land i en brytningstid och de hade verkat i Sverige sedan 900-talet. Vissa historiker har ifrågasatt huruvida Sigfrid över huvud taget har existerat.[källa behövs]

## Platser och organisationer uppkallade efter Sankt Sigfrid

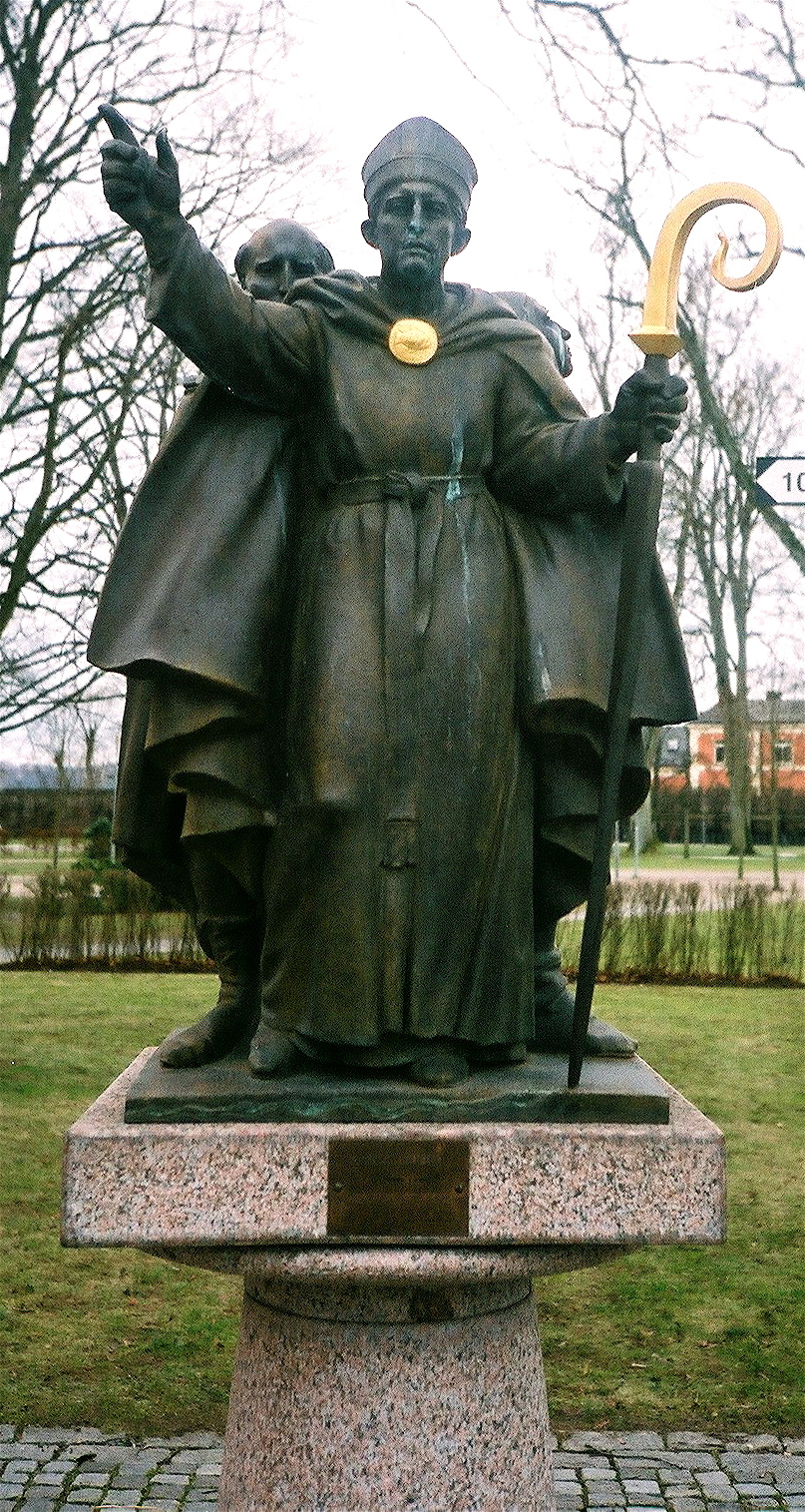
Sankt Sigfrid som skulptur av Peter Linde utanför Växjö domkyrka.

- I Svenska kyrkan bär kyrkor i Källeryds församling i Växjö stift, i Lidköping i Skara stift och i Aspudden i Stockholms stift (se Sankt Sigfrids kyrka, Stockholms stift) hans namn.
- År 1856 ombildades Ljungby kapellförsamling i Kalmar stift (nu i Växjö stift)  till församling med namnet Sankt Sigfrids församling; den fick sitt namn till hans ära. Här finns småorten Sankt Sigfrid.
- Växjö stift kallas ofta Sankt Sigfrids stift.
- I Växjö stift finns Sodalitium Sancti Sigfridi som en bönegemenskap av ordenskaraktär.
- 1942 grundades S:t Sigfrids folkhögskola (med S:t Sigfrids kapell) nära Växjö. Vid samma tid fick Växjö hospital namnet Sankt Sigfrids sjukhus.
- I Göteborg finns trafikknutpunkten Sankt Sigfrids plan och Sankt Sigfridsgatan.
- En källa vid Vallsjö g:a kyrka utanför Sävsjö är namngiven efter S:t Sigfrid och legenden säger att han på denna plats lät en källa springa fram ur berget. Framför källan återfinns två gropar i berget som sägs vara märken efter S:t Sigfrids knäskålar.
- En struktur inom Missionsprovinsen kallas Sankt Sigfrids Trosgemenskap.
- Sankt Sigfrids prästseminarium i Stockholms katolska stift för blivande katolska präster.
- Odd Fellow-logen nr 78 S:t Sigfrid i Nässjö.

## Seffremäss
Än idag är den 15 februari den stora marknadsdagen i Växjö. Seffremäss är bland annat känd för sin omfattande pälshandel.